# Amahuaka lordosa
Amahuaka lordosa är en insektsart som beskrevs av Young 1965. Amahuaka lordosa ingår i släktet Amahuaka och familjen dvärgstritar. Inga underarter finns listade i Catalogue of Life.